# ヨハネス・ウィスリツェヌス
ヨハネス・ウィスリツェヌス（Johannes Wislicenus、1835年6月24日 - 1902年12月5日、Kleineichstedt出身）は、ドイツの化学者。立体化学に関する業績で著名である。

## 経歴
過激派プロテスタント神学者グスタフ・ウィスリツェヌスの息子ヨハネスは、1835年6月24日、プロイセン・ザクセン州のKleineichstedt（現在のザクセン＝アンハルト州クヴェアフルトの一部）で生まれ、1853年にハレ大学に進学した。1853年10月に、家族と共にアメリカ合衆国へ移住した。短期間ハーバード大学の化学者エベン・ホースフォードのアシスタントして働き、1855年にニューヨークの工員教習所で講師の職を得た。1856年にヨーロッパに戻り、ハレ大学においてヴィルヘルム・ハインリッヒ・ハインツと共に化学の研究を続けた。1860年、チューリッヒ大学およびチューリッヒ工科大学において教え始め、1868年までに化学の教授となった。1870年、チューリッヒ大学の正教授の地位を保ったまま、Georg Staedelerの後を継ぎチューリッヒにあるスイス工科大学の一般化学の教授となった。1872年、アドルフ・ストレッカーの後を継ぎヴュルツブルク大学の化学部長となり、1885年、ヘルマン・コルベの後を継ぎライプツィヒ大学の化学の教授となり、1902年12月6日にそこで死去した。

## 研究
1860年代末まで、ウィスリツェヌスは有機化学を研究した。乳酸の異性体に関する研究は、同一の化学構造を持つが異なる物理学的性質を持つ2つの物質の発見につながった。彼はこの違いを「幾何異性」と呼んだ。
ヴュルツブルクにいる間に、ウィスリツェヌスは有機合成におけるエチルアセト酢酸の利用法を開発した。

## 受賞
1897年にウィスリツェヌスはロンドン王立協会の外国人会員に選出され、翌1898年デービーメダルを授与された。

## 関連文献
- Beckmann, Ernst (1905). Johannes Wislicenus. Verlag Chemie-Berichte der deutschen chemischen Gesellschaft, 1905, volume 37. pp. 4861–4946
- Carpenter, K. J. (1997). “Protein cannot be the sole source of muscular energy (Fick, Wislicenus and Frankland, 1866).”. J. Nutr. 127 (5 Supplement):  1020S–1021S. PMID 9164290.
- Royal Society (Great Britain), (1907). Proceedings of the Royal Society of London. Harrison and Son - Proceedings of the Royal Society, A, 1907, volume 78, pages iii – xii
- Gilman, D. C.; Peck, H. T.; Colby, F. M., eds. (1905). "Wislicenus, Johannes" . New International Encyclopedia (英語) (1st ed.). New York: Dodd, Mead.